# プラット・アンド・ホイットニー・カナダ PW200

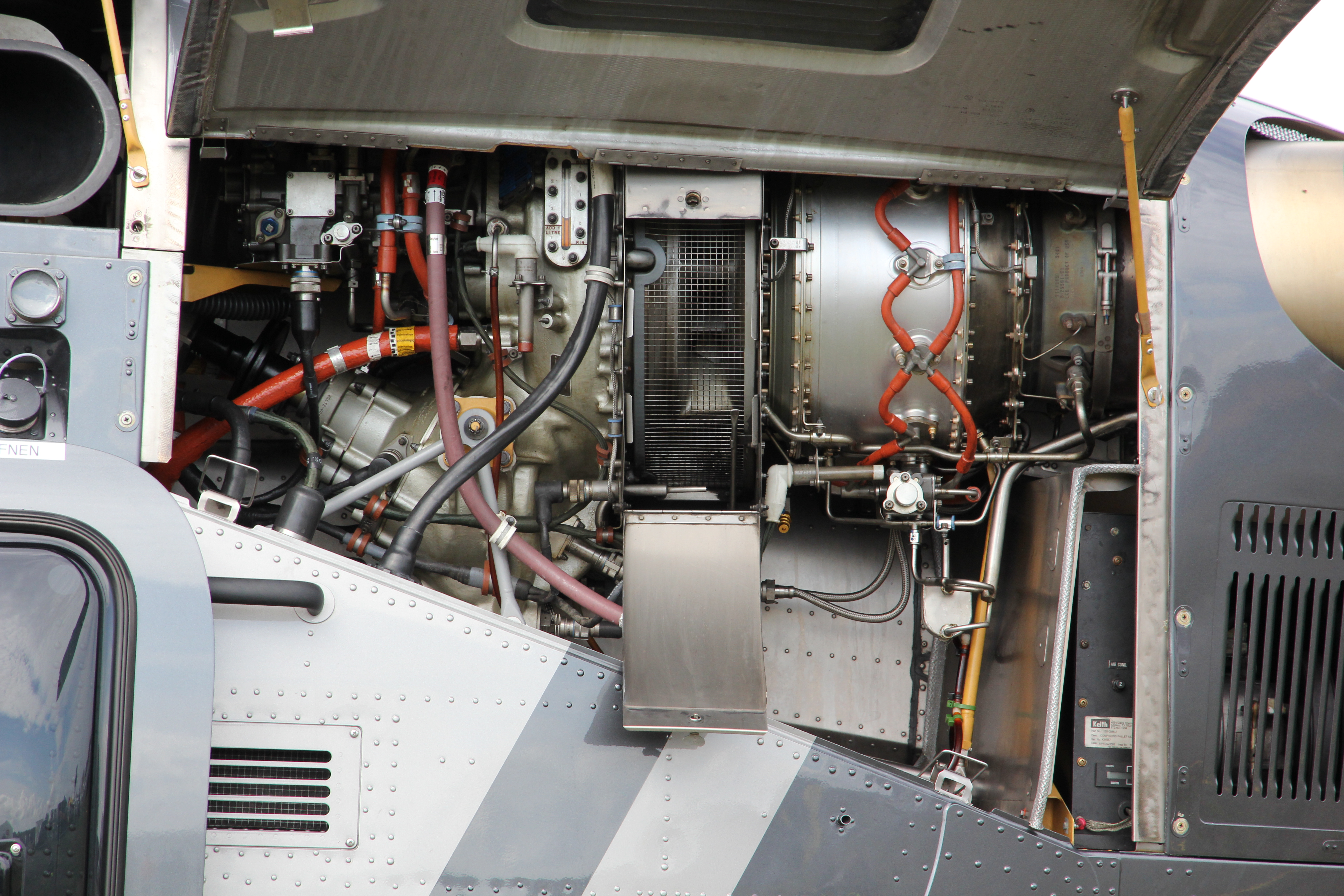
EC135P2+に搭載されているPW206エンジン

プラット・アンド・ホイットニー・カナダ PW200 はカナダのプラット・アンド・ホイットニー・カナダで開発・製造されるヘリコプター用ターボシャフトエンジンである。量産運用されている型式には1990年代から運用されている600–750 shp (450–560 kW)のPW206/207系列と、2010年代から運用されている1,000 shp (750 kW)級のPW210系列が存在する。

## 開発の経緯
1980年代初頭、ヘリコプター用小出力エンジン市場はアリソン 250が席巻しており、特に北米では独占的な地位にあった。プラット・アンド・ホイットニー・カナダはより信頼性の高い新エンジンを投入できると考え、この信頼性でヘリコプター用小出力エンジンの市場に参入しようと考えた。折しも、1970年代後半からの油田探索事業向けにヘリコプター需要が高まっており、市場調査の結果からその先15年以上に亘ってヘリコプター市場の大きな成長が予測されていた。このような市場動向とカナダが当時世界第二位のヘリコプター市場だったこともあり、カナダ政府・州政府はヘリコプター産業の誘致・援助を行った。
1983年にカナダ政府とケベック州政府は、当時ベル・ヘリコプターが開発を計画していたベル 400の工場を誘致した。同時にカナダ政府はプラット・アンド・ホイットニー・カナダに対してベル400向けエンジンの開発援助に合意した。それとは独立にカナダ政府とオンタリオ州政府はドイツのメッサーシュミット・ベルコウ・ブローム(MBB)のBo105向け工場の誘致にも成功した。PW200の開発では、ベルおよびMBBと様々な議論が重ねられた結果、両社の要件を満足できる共通のエンジン仕様にまとめ上げた。
1983年、PW200は軽量双発ヘリコプター向けの次世代型高出力低燃費エンジンとして開発計画が公開された。低価格ながらも高い信頼性を目指すとともに、当時の同社のエンジンで同等出力を持つPT6Bエンジンに対して、15～20%燃料消費量を削減することを目標とした。出力は、当初の計画では400 - 500 shp (300 - 370 kW)だったが、後に500 - 800 shp (370 - 600 kW)へと引き上げられた。

1983年、ベル400用のPW209Tの開発が開始された。PW209Tは2基のガスタービンから1つの軸出力を得るツインパック仕様だった。低価格化のため、PT6と比較して部品点数を45%削減した。1985年11月に初運転に成功したが、当初は十分な性能を得られず、ギアボックスにも問題を抱えていた。
同じく1985年、MBB向けにPW209Tに改良を加えたPW205Bの開発が開始された。PW205Bは、PW209Tと異なりツインパックではない1基のガスタービンを用いたエンジンとして開発された。1986年6月に詳細設計を終えると、1987年2月7日に初運転が行われた。
PW205Bで実施された改良は、PW209Tにも反映された。PW209Tは改良により問題を解決し、機体規模が拡大したベル400Aに合わせてガスタービン1基当たりの離陸時出力を470shpから520shpへと強化された。しかし、この頃になると原油価格の下落、当初見込んでいたヘリコプター市場が減退を見せた。このため、最終的にベル400Aの開発中止に合わせて、1987年5月、PW209Tの開発も中止された。PW209Tは、1985年11月から1987年5月までの開発期間で、3つの試験用エンジンを用いて、延べ1300時間以上の試験運転が行われた。
一方、PW205Bの開発は継続され、1988年10月12日にはBo105LS-B1実証試験用テストベッド機に搭載されて初飛行が行われた。1989年6月、PW205Bを搭載したBo105による試験が完了、MBBはPW205Bを搭載したBo105の計画を終了した。

1989年にPW206Aがマクドネル・ダグラス・ヘリコプターシステムズが開発する新型ヘリコプターMDX（後のMD エクスプローラー）に採用された。PW206Aの開発はPW209T、PW205Bの試験を経験したことで大きなトラブルなく1991年12月に型式証明を取得し、翌1992年1月から量産エンジンの出荷が開始された。
1991年にはMBBが新型ヘリコプターBo108向けのエンジンの一つとしてPW206を採用し、PW206Bとして開発が行われた。この選択にはBo105による試験飛行実績が影響したとされる。後にMBBは合併によりユーロコプターとなったが、Bo108はEC 135として開発が継続されることとなった。
その後、出力向上型のPW207が開発され、1998年にはベル 427向けに開発されたPW207Dが型式証明を取得した。
PW206/207系列のエンジンは1990年代から2000年代にかけて7機種の新型軽量双発ヘリプターに採用された。

PW210系列は、2000年代初頭に次世代小中型ヘリコプター向けの1,000 shp (750 kW)級エンジンとして計画された。同クラスの既存エンジンより10～20%良い燃費と同クラス最高の出力重量比を目標とされた。PW210には、圧縮機にPW600ターボファンエンジンの技術が応用されており、タービンには1990年代中頃に行われたPW207出力向上型実証機の技術が使用された。また2重系FADECを搭載しており、パイロットへの負荷と整備コストの低減が図られた。
2005年2月、シコルスキー・エアクラフトが開発するシコルスキー S-76の性能向上型S-76Dに採用されたことで正式に開発が開始された。2006年に初運転、2009年には機体に搭載され、初飛行に成功した。最終的に2011年にエンジンとしての型式証明を取得した。
2010年にはアグスタウェストランド(当時)の新型ヘリコプターAW169に採用が決定し、2014年に型式証明を取得した。

## 設計と構造

### PW206/207系列
PW206/207系列は、エンジン前方とギアボックス部、後方のガスタービン部から構成されている。
ギアボックス部は、機体への動力伝達機構の他、補機類への動力供給、潤滑システム、トルク計測機器が1つにまとめられている。
ガスタービン部は、ヘリコプター用エンジンｘとして最小限の回転部品で構成されており、単段遠心圧縮機、単段圧縮機用タービン、単段パワータービンからなる、フリータービン型ターボシャフトエンジンとなっている。
圧縮機は単段遠心圧縮機とパイプディフーザーの組合せで、全圧縮比8:1を達成している。圧縮機インペラはチタン合金鍛造材からの削り出しで製造され、高効率と広いサージ余裕を持つように設計されている。パイプディフーザーはケースと一体化されている。
燃焼器には、プラットアンドホイットニーカナダの他の小型エンジンと同様の反転式環状燃焼器が採用されているが、スライドジョイントのない一体構造とすることで、漏れを低減するよう改良がなされた。
圧縮機用タービンには、空冷式の一体環状静翼と一方向凝固型Mar-M 200合金製動翼が採用され、動翼はクリープに対して2回目のオーバーホールまでの運転時間に耐える。後の改良で動翼素材は第3世代単結晶合金へと更新された。
パワータービンは、圧縮機用タービンとは逆回転するように設計されており、無冷却の一体環状静翼とシュラウド付き動翼が採用されている。動翼翼端部のシュラウドは翼端からの漏れを低減すると共に、動翼の振動特性を改善している。
制御系にはFADECが採用された。トルク・温度計測に電子式を採用したことで取り扱いが簡便となり、パイロットへの負担が軽減された。燃料計測は立体カムを用いた機械式であり、エンジンの機敏な加速を可能としている。

### PW210系列
PW210系列は、PW206/207系列の構造を踏襲したフリータービン型ターボシャフトエンジンであるが、圧縮機は斜流単段＋遠心単段の2段となり、パワータービンも2段となった。
新たに取り入れられた斜流圧縮機にはPW600の開発で培われた技術が応用されている。
圧縮機用タービンは単段のままであるが、動翼が単結晶合金製となった。また、タービンディスクには粉末冶金技術が使用されている。
将来的な性能向上を見越して、同じ大きさのまま1,200 shp (890 kW)まで対応できるよう設計されている。
制御系は2重系FADECを採用したことで、機械式バックアップ装置が廃止され、燃料制御系統の調整・整備およびバックアップ操作の訓練も不要となった。
その他にPW210は機体のローターを回転させることなく、エンジンが駐機中の機体に電力供給できる、APU(補助動力装置)モードに対応しており、機体にAPUを搭載する必要がなくなった。

## 派生型

### 初期開発モデル
PW209T800 shp (600 kW)。ベル 400向けに開発されたツインパック仕様。1983年開発開始、1985年初運転。1987年に開発中止。
PW205B
PW209Tをベースに改良を加えた単一ガスタービン仕様。Bo 105LS-B1向けに1985年開発開始、1987年初運転。1988年にテストベッド機で初飛行。

### PW206・PW207系列
PW206A
連続最大出力定格 550 shp (410 kW)。  MD エクスプローラーで使用
PW206B
連続最大出力定格 431 shp (321 kW)。 ユーロコプター EC 135で使用
PW206B2
1発動機不作動時定格および離陸出力定格が増強されたPW206Bの派生型。連続最大出力定格 431 shp (321 kW)。 ユーロコプター EC 135P2、EC 135P2+で使用
PW206B3
離陸出力定格および連続最大出力定格が増強されたPW206B2の派生型。連続最大出力定格 435 shp (324 kW)。 ユーロコプター EC 135P3で使用
PW206C
連続最大出力定格 561 shp (418 kW)。 アグスタ A109 Powerで使用
PW206D
ベル 427に採用され、開発時に原型機で使用されたが、量産機ではPW207Dへ変更された。
PW206E
連続最大出力定格 572 shp (427 kW)。 MD エクスプローラーで使用
PW207C
連続最大出力定格 572 shp (427 kW)。 アグスタ A109S グランドなどで使用
PW207D
連続最大出力定格 572 shp (427 kW)。 ベル 427で使用
PW207D1
機械出力が増強されたPW207Dの派生型、連続最大出力定格 610 shp (450 kW)。 ベル 429で使用
PW207D2
燃料加熱装置を備えたPW207D1の派生型、連続最大出力定格 610 shp (450 kW)。 ベル 429で使用
PW207E
連続最大出力定格 572 shp (427 kW)。 MD 902で使用
PW207K
連続最大出力定格 575 shp (429 kW)。 カザン アンセットで使用

### PW210系列
PW210S連続最大出力定格 803 shp (599 kW)。 シコルスキー S-76Dで使用
PW210A連続最大出力定格 825 shp (614.9 kW)。 アグスタウェストランド AW169で使用
PW210A11発動機不作動時の短時間緊急出力が増強されたPW210Aの派生型。連続最大出力定格 825 shp (614.9 kW) 。 アグスタウェストランド AW169で使用
PW210EユーロコプターX4（後のエアバス・ヘリコプターズ H160）に採用されたが、機体仕様の変更により量産機にはより大きな出力が必要となったため不採用。

## 搭載機
- アグスタウェストランド AW109
- アグスタウェストランド AW169
- ベル 429
- ボーイング A160 ハミングバード
- ユーロコプター EC 135
- MD エクスプローラー
- シコルスキー S-76D

## 仕様諸元

### PW206
一般的特性
- 形式: ターボシャフト
- 全長: 35.9 in (91.2 cm)
- 直径: 19.7 in (50 cm)
- 乾燥重量: 237 lb (107.5 kg)

構成要素
- 圧縮機: 単段遠心式
- 燃焼器: アニュラ型
- タービン: 高圧単段、低圧単段

性能
- 出力: 561 shp (418 kW)
- 全圧縮比（英語版）: 8:1
- 燃料消費率: 0.542 lb/hp-hr
- 出力重量比: 2.4 hp/lb

出典: 

### PW210S
一般的特性
- 形式: フリータービン型ターボシャフト
- 全長: 1.11 m (44 in)
- 直径: 0.39 m (15 in)
- 乾燥重量: 162.4 kg (358 lb)

構成要素
- 圧縮機: 斜流1段 + 遠心1段
- 燃焼器: 反転式アニュラ型
- タービン: 高圧軸流単段、低圧軸流2段
- 潤滑システム: 4.85 L (1.07 imp gal; 1.28 US gal)

性能
- 出力: 803 shp (599 kW) (連続最大出力定格)/1,122 shp (837 kW) (1発動機不作動時の30秒間出力定格)
- タービン入口温度: 886 °C (1,627 °F) (連続最大出力定格に対する運転限界)
- 燃料消費率: 0.542 lb/hp-hr
- 出力重量比:

出典: 